# Девитте, Николай Петрович
Николай Петрович Деви́тте (де Витт, Дё Витт; 20 сентября (2 октября) 1811, Москва — 20 апреля 1844, Лондон) — российский арфист, пианист, композитор, поэт.

## Биография

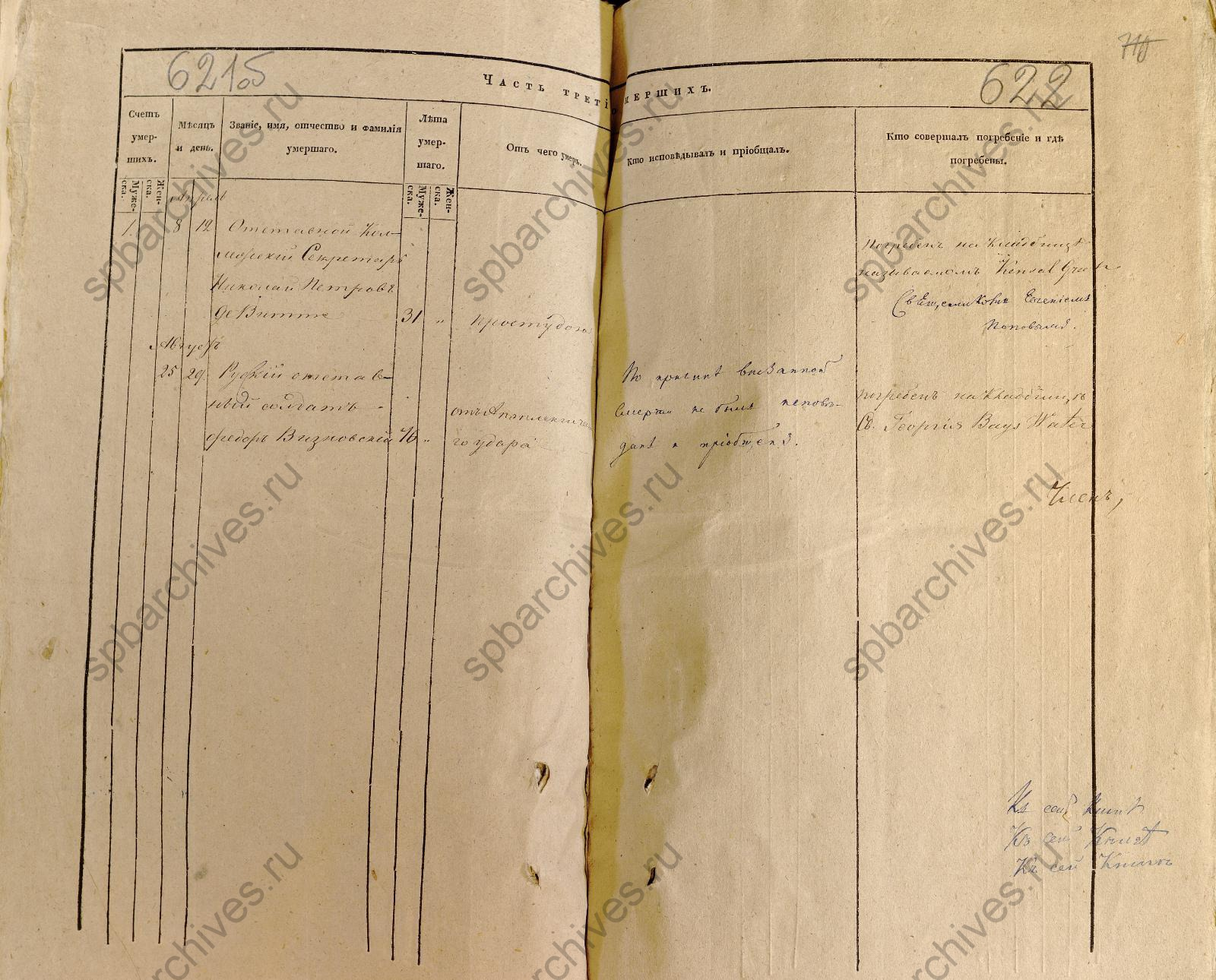
Выписка из метрической книги о смерти.

Родился 20 сентября (2 октября) 1811 года в семье инженера-подполковника Корпуса инженеров путей сообщения Петра Яковлевича Девитте, потомка выходцев из Нидерландов; мать — Вера Ивановна, урождённая Фурсова. В семье уже был сын Яков (род. 23.11.1810); после Николая родились: 1 апреля 1813 — Надежда, 21 октября 1815 — Софья, 6 мая 1817 — Павел, 10 мая 1820 — Дмитрий. 
Детство провёл в Санкт-Петербурге, уже в возрасте 6-7 лет обнаружив огромные способности, особенно в музыке и поэзии. Его учителями были пианист Джон Филд, скрипач Гаврила Рачинский, композитор Катерино Кавос, арфист Карл Шульц, художник М. И. Теребенев. К 11 годам Девитте уже свободно сочинял стихи, виртуозно играл на арфе, приглашался в салоны, в том числе «Беседу любителей русского слова».
В 1822 году был записан в Пажеский корпус, где формально числился до 1827 года.
В 1823 году семья Девитте переехала в Москву, где Девитте вскоре стал завсегдатаем салона княгини Волконской (где познакомился с Пушкиным), выступал в Благородном собрании.
С 1826 года в обеих столицах вышли его музыкальные сочинения: романсы, кадрили, полонезы, мазурки, вальсы. Из-за того, что профессиональные занятия музыкой не считались подобающими дворянину, Девитте публиковал подавляющее большинство сочинений анонимно, либо издавал их под именами друзей и знакомых. Покровитель Девитте, генерал-губернатор Москвы Д. В. Голицын принял его в своё ведомство. C 1831 года Н. Девитте состоял в Архиве Министерства иностранных дел; в 1843 году получил чин коллежского секретаря. В эти годы он был склонен к эксцентрическим поступкам, долговременному уединению, самозабвенной, в ущерб карьере и личной жизни, работе над музыкой и стихами.
Ещё с 1837 года планировал отправиться за границу с гастролями. Но только летом 1843 года он отправился в Ирландию, где успешно концертировал. Весной 1844 года Девитте дал концерты в Лондоне, также удостоившиеся триумфа. Всё ещё находясь в британской столице, 20 апреля он неожиданно и скоропостижно скончался. В свидетельстве о смерти указано, что он скончался от простуды и был похоронен на кладбище Kensal Green.
Из музыкального наследия Девитте известны 64 романса, 73 фортепианных сочинения; музыка к балету и двум операм, исполнявшимся при его жизни. После смерти как поэтические, так и его музыкальные произведения были надолго забыты; интерес к его творчеству снова возник только в конце XX века. В 1920-е гг. популярность приобрели написанные Девитте романсы на стихи собственного сочинения.

## «Не для меня придёт весна»
В 1839 г. Девитте положил на музыку стихотворение «Не для меня» офицера морского десанта А. Молчанова, написанное им в 1838 г.
Романс Девитте-Молчанова входил в репертуар Фёдора Шаляпина Романс был любимым романсом Максима Горького.
Ряд исследователей приписывают Девитте и авторство этого стихотворения. Девитте был близким другом Осипа Сенковского, с 1834 г. — редактора журнала «Библиотека для чтения», и, как и сам Сенковский, был склонен к литературным мистификациям: публиковал свои стихи под псевдонимами, или, даже, из благотворительных побуждений, дарил их авторство другим, нуждающимся в средствах авторам.
В настоящее время из всех музыкальных произведений Девитте наиболее известен именно этот романс, и его многочисленные версии, порой изменяющие произвольно стихотворный текст, но сохраняющие музыку автора.

## Конёк-Горбунок
Авторство Петра Ершова в создании литературной сказки «Конёк-Горбунок» всегда считалось сомнительным, указывалось даже на возможную причастность Пушкина. Некоторые исследователи считают, что настоящий автор сказки был Николай Девитт. Обоснованием этому служит ряд фактов. Пушкин, как известно, хранил эту книгу в разделе своей библиотеки «Анонимные сочинения». Когда Ершов подал заявку на выплату гонорара за стихи, которые с середины 1830-х годов довольно часто печатались в «Библиотеке для чтения», Осип Сенковский отругал его,  обвинив в непорядочности. По его словам, когда-то Ершову помогли и даже что-то заплатили, а все остальные его претензии не имеют оснований. Перед отъездом в Ирландию Девитт предоставил иллюстрации для издания «Конька-Горбунка» 1843 года, не спрашивая и не информируя Ершова.